# Herbert Druce
Herbert Druce (Londres, 14 de julio de 1846 - Londres, 11 de abril de 1913) fue un entomólogo británico. 
Fue miembro de la Sociedad Linneana de Londres y sus colecciones fueron adquiridas por Frederick DuCane Godman (1834–1919) y Osbert Salvin (1835–1898) antes de ser donadas al Museo de Historia Natural de Londres. No debe confundirse con su hijo, el entomólogo inglés Hamilton Herbert Druce (1869 - 21 de junio de 1922) que también fue lepidopterólogo.

## Listado parcial de publicaciones
- Druce, H., 1872 con Arthur Gardiner Butler (1844-1925), Descriptions of new genera and species of Lepidoptera from Costa Rica. Cistula entomologica, 1 : 95–118. (1872)
- Druce, H., 1873. A list of the Collections of Diurnal Lepidoptera made by Mr. Lowe in Borneo. Proceedings of the Zoological Society of London 1873: 337–361, 2 pls. text plates.
- Druce, H., 1874. A list of the lepidopterous insects collected by Mr. L. Layard in Siam Proceedings of the Zoological Society of London1874(1): 102–109, pl. 16
- Druce, H. 1875 A list of the collection of diurnal lepidoptera made by Mr. J.J. Monteiro, in Angola, with descriptions of some new species. Proceedings of the Zoological Society of London 1875:406–417.
- Druce, H. 1887  Descriptions of some new species of Lepidoptera Heterocera, mostly from tropical Africa. - Proc. Zoological Society of London 1887:668–686, pl. 55
- Druce, H. 1894 Descriptions of some new species of Heterocera from Central America Ann. Mag. Nat. Hist. (6) 13 : 168-182
- Druce, H. 1894. Descriptions of new species of Agaristidae. - Annals and Magazine of Natural History (6)14:21–24.
- Druce, H. 1889 Descriptions of new Species of Lepidoptera, chiefly from Central America Ann. Mag. Nat. Hist. (6) 4 (19) : 77–94
- Druce, H. 1910a. Descriptions of some new species of Heterocera from tropical Africa. - Annals and Magazine of Natural History (8)5:393–402.
- Druce, H. 1911b. Descriptions of some new species of Heterocera, chiefly from tropical South America. - Annals and Magazine of Natural History (8)8:136–150
- Druce, H. 1912a. Descriptions of seven new species of Heterocera belonging to the subfamily Ophiusinae. - Annals and Magazine of Natural History (8)9:552–554.